# Vindskida

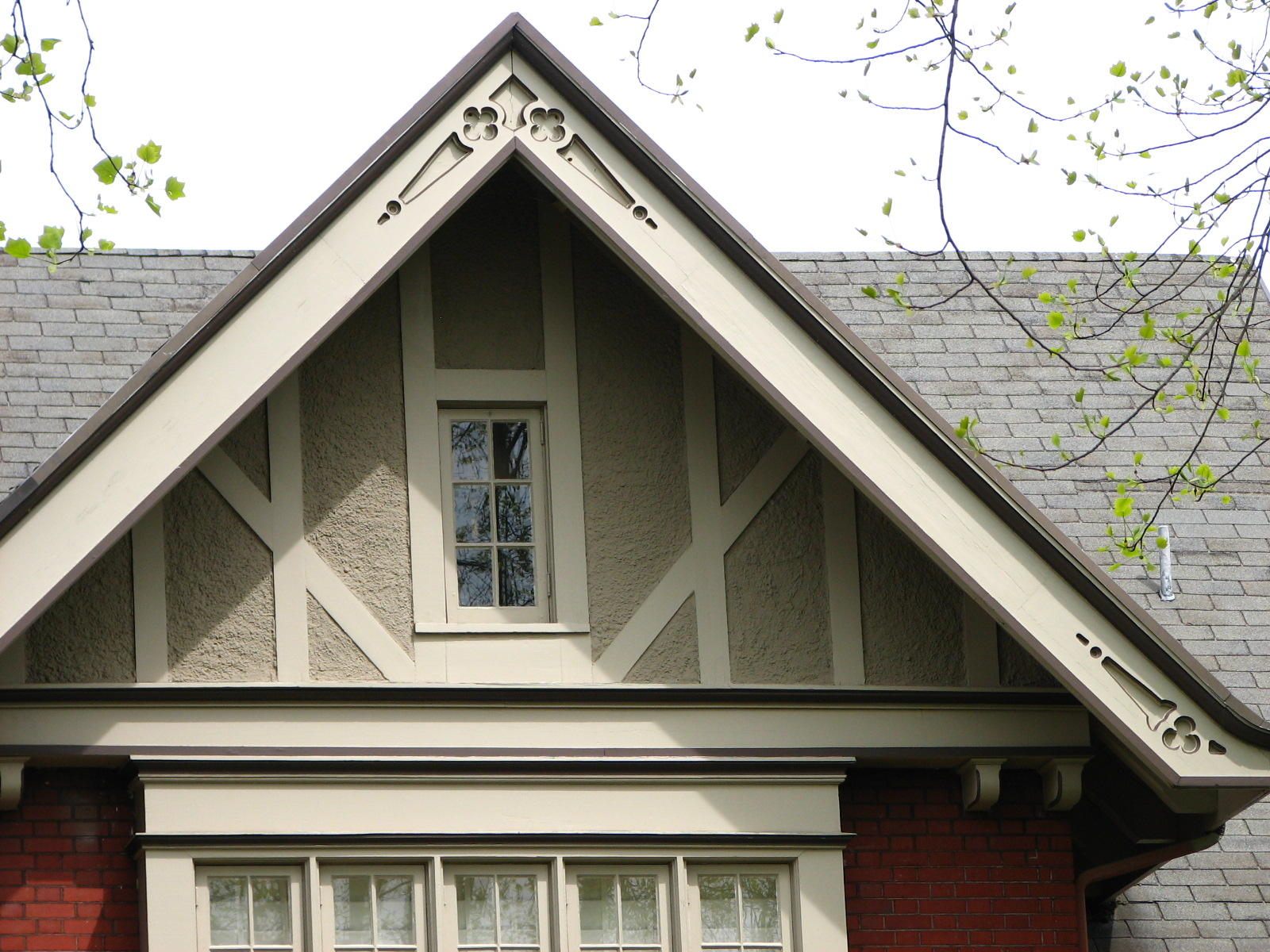
Vindskiva på ett gavelsprång.

Vindskida, vindskiva - bräda, anbringad på takets gavelsprång d.v.s. den sida av ett hustak, som skjuter ut över husets gavel för att skydda denna och takbeläggningen mot väder och vind. Om den inte satt där, skulle vinden kunna få fäste under takpannorna och blåsa bort dem från taket. Vindskidorna är bland de mest utsatta detaljerna på ett småhus och kläs gärna med plåt, då de i regel inte utan besvär är tillgängliga för underhåll.